# Glossostelma rusapense
Glossostelma rusapense är en oleanderväxtart som beskrevs av D.J. Goyder. Glossostelma rusapense ingår i släktet Glossostelma och familjen oleanderväxter. Inga underarter finns listade i Catalogue of Life.